# Homologi (biologi)
Homologi mellem to anatomiske strukturer angiver at de i udviklingsmæssig sammenhæng er beslægtede, dvs. nedstammer fra en fælles struktur. I molekylærbiologien tales om sekvens-homologi af DNA, RNA og proteiner, hvor molekyler også i udviklingsmæssig sammenhæng er beslægtede.
Homologi står i modsætning til analogi, der betegner at to strukturer har den samme funktion, men ikke den samme udviklingsmæssige oprindelse.
Et eksempel på homologe strukturer er vinger hos fugle og arme hos mennesker. Både arme og vinger kan føres tilbage til en fælles stamform med forben, der hos fugle blev til vinger og hos aber til arme.
Et eksempel på analoge strukturer er vingerne hos insekter og vingerne hos fugle. Begge har samme funktion, men fugle og insekter har ikke en fælles stamform med vinger. Vingerne hos de to grupper er udviklet uafhængigt af hinanden, såkaldt konvergent evolution.